# Peace (cançó)
«Peace» és el quaranta-setè senzill de la banda britànica Depeche Mode i primer de l'àlbum d'estudi Sounds of the Universe. Estigué disponible al públic en format físic a partir del 15 de juny de 2009. No fou publicat als Estats Units, i en el seu lloc van llançar «Perfect» però només com a senzill promocional.

## Informació
La cançó està composta per Martin Gore i ell mateix col·labora en les veus addicionals. Gore va declarar en una entrevista que es tracta d'una de les seves cançons favorites junt a «Little Soul» pel seu aire espiritual. És un tema completament synthpop que posseeix totes les característiques d'un tema bàsic del moviment tecno de la dècada dels anys 80. La base electrònica sintetitzada i modulada de tal manera que arriba a sons còsmics, astronàutics i siderals, com si es tractés d'una pel·lícula antiga de ciència-ficció o la banda sonora d'un viatge a l'espai. En contraposició, la lletra és espiritual, optimista i encomiàstica, per donar ànims a l'abatut.
La versió inclosa en el senzill té una introducció completament diferent. Fou el primer senzill de Depeche Mode no llançat en vinil de 12" des de Dreaming of Me. Molts seguidors van reaccionar de forma negativa a aquesta decisió i van fer diverses peticions a la discogràfica per convèncer Mute Records. La cançó va debutar al número 57 de la llista britànica, com el seu primer senzill «Dreaming of Me» (1981), esdevenint el segon pitjor senzill de la banda al Regne Unit per a després de «Little 15».
El videoclip editat per aquesta cançó fou filmat a Romania pel duet francès Jonas & François. L'actriu romanesa Maria Dinulescu va protagonitzar el videoclip, i per primera vegada en la videografia de la banda, cap membre no apareix en el videoclip a excepció d'un pòster promocional a la part final. Això fou a causa de l'hospitalització de Gahan durant aquesta època que també provocà la cancel·lació de diverses dates en la gira.
Fou interpretada en la gira Tour of the Universe però només en la primera etapa, llavors va desaparèixer i ja no va tornar a formar part de la llista de cançons de cap gira. La interpretació era merament electrònica tot i que amb la bateria acústica de Christian Eigner, ja que té una part fonamental dins la cançó.

## Llista de cançons
7": Mute/Bong41 (Regne Unit)
1. "Peace" − 3:36
2. "Come Back" (Jónsi Remix) − 4:04

CD: Mute/CDBong41 (Regne Unit)
1. "Peace" − 3:36
2. "Peace" (SixToes Remix) − 5:14

CD: Mute/LCDBong41 (Regne Unit)
1. "Peace" − 3:36
2. "Peace" (Hervé's 'Warehouse Frequencies' Remix) − 5:10
3. "Peace" (Sander Van Doorn Remix) − 8:02
4. "Peace" (Japanese Popstars Remix) − 6:46
5. "Peace" (Sid LeRock Remix) − 6:35
6. "Peace" (Justus Köhncke Extended Disco Club Vocal Remix) − 6:24

Descàrrega digital: Mute/iBong41 (Regne Unit)
1. "Peace" − 3:36
2. "Peace" (Hervé's 'Warehouse Frequencies' Remix) − 5:10
3. "Peace" (Justus Köhncke Extended Disco Club Vocal Remix) − 6:24
4. "Peace" (Japanese Popstars Remix) − 6:46
5. "Peace" (Sid LeRock Remix) − 6:35
6. "Peace" (SixToes Remix) − 5:14

Descàrrega digital: Mute/LiBong41 (Regne Unit)
1. "Peace" − 3:36
2. "Peace" (Sander Van Doorn Remix) − 8:02
3. "Peace" (The Exploding Plastic Inevitable JK Disco Dub)
4. "Peace" (Pan/Tone Remix)
5. "Peace" (Ben Klock Remix)

- «Peace» és composta per Martin Gore.
- «Come Back» és composta per Dave Gahan, Andrew Phillpott i Christian Eigner.